# José Luis Sanz
José Luis Sanz García (Soria, 11 de marzo de 1948) es un paleontólogo y divulgador científico español especializado en el estudio de los dinosaurios, siendo autor o coautor de ocho nuevos géneros de dinosaurios.

## Actividad
Como investigador destaca por el descubrimiento y estudio de las aves primitivas Iberomesornis romerali, Concornis lacustris y Eoalulavis hoyasi y de los dinosaurios Aragosaurus ischiaticus, Pelecanimimus polyodon y Concavenator corcovatus.
Como divulgador ha publicado o colaborado en doce libros, entre los que destacan Mitología de los dinosaurios, Dinosaurios, los señores del pasado y Cazadores de dragones.
Ha sido catedrático de Paleontología de la Universidad Autónoma de Madrid hasta su jubilación en 2018, pero en la que continúa como profesor emérito. Es académico de número de la Real Academia de Ciencias Exactas, Físicas y Naturales (medalla 17). Ha sido director del proyecto de excavación del yacimiento de Las Hoyas (Cuenca). Además ostenta el cargo de director técnico de los museos paleontológicos de Elche y Arnedo.
José Luis Sanz aparece entrevistado como especialista en documentales como Los albores del Kaiju Eiga (Bellés, 2019), sobre la historia del cinematográfico Godzilla, o El valle de Concavenator (Matellano, 2022), sobre el dinosaurio conquense.

## Obra

### Libros
- Sanz, J. L. (1985). «Dinosaurios». En: Melendez, B. (coord.) Paleontología. Paraninfo, 2: 311-392.
- López Martínez, N. y Sanz, J. L. (1986). «Vertebrados». En: López Martínez, N. (Ed.): Guía de Campo de los Fósiles de España. Madrid: Editorial Pirámide: 367-400
- Sanz, J. L., Buscalioni, A. D., Moratalla, J. J., Francés, V. y Antón, M. (1990). Los reptiles mesozoicos del registro español. C.S.I.C. Museo Nacional de Ciencias Naturales. Monografías, 2. 79 págs. ISBN 84-00-07036-4 [en los ejemplares figura «ISBN 84-7476-133-6»]
- Sanz, J. L. y Buscalioni, A. D. (Coords.) (1992). Los dinosaurios y su entorno biótico. Ayuntamiento de Cuenca, Instituto "Juan de Valdés". Actas académicas, 4. 397 págs. ISBN 84-86788-14-5
- Sanz, J. L. (1999). Los dinosaurios voladores. Historia evolutiva de las aves primitivas. Ediciones Libertarias/Prodhufi, S.A. Mundo Vivo. 239 págs. ISBN 84-7954-493-7
- Sanz, J. L. (1999). Mitología de los dinosaurios. Editorial Taurus. Pensamiento. 206 págs. ISBN 84-306-0348-4[5]
- Sanz, J. L. (2000). Dinosaurios. Los señores del pasado. Ediciones Martínez Roca. El árbol del saber. 306 págs. ISBN 978-84-270-2517-2
- Sanz, J. L. (2002). Starring T. rex!. Dinosaur mythology and popular culture. Bloomington: Indiana University Press, 153 págs. ISBN 0253341531
- Barrett, P. y Sanz, J. L. (2003). Dinosaurier. Giganten der Urzeit. Arena. 191 págs. ISBN 978-3401051345
- Sanz, J. L. (2007). Cazadores de dragones. Historia del descubrimiento e investigación de los dinosaurios. Editorial Ariel. 420 págs. ISBN 978-84-344-5316-6
- Sanz, J. L. (Ed.) (2007). Los dinosaurios en el siglo XXI. Tusquets. Metatemas, 99. 392 págs. ISBN 978-84-8383-030-7
- Sanz, J. L. (2012). Pequeña historia de los dinosaurios. Espasa Libros. 192 págs. ISBN 978-84-670-0889-0
- Sanz, J. L. (2023). Dinosaurios y otros animales. Paleontología y su impacto en la cultura popular. Editorial Crítica. Drakontos. 608 págs. ISBN 978-84-9199-581-4

### Artículos destacados

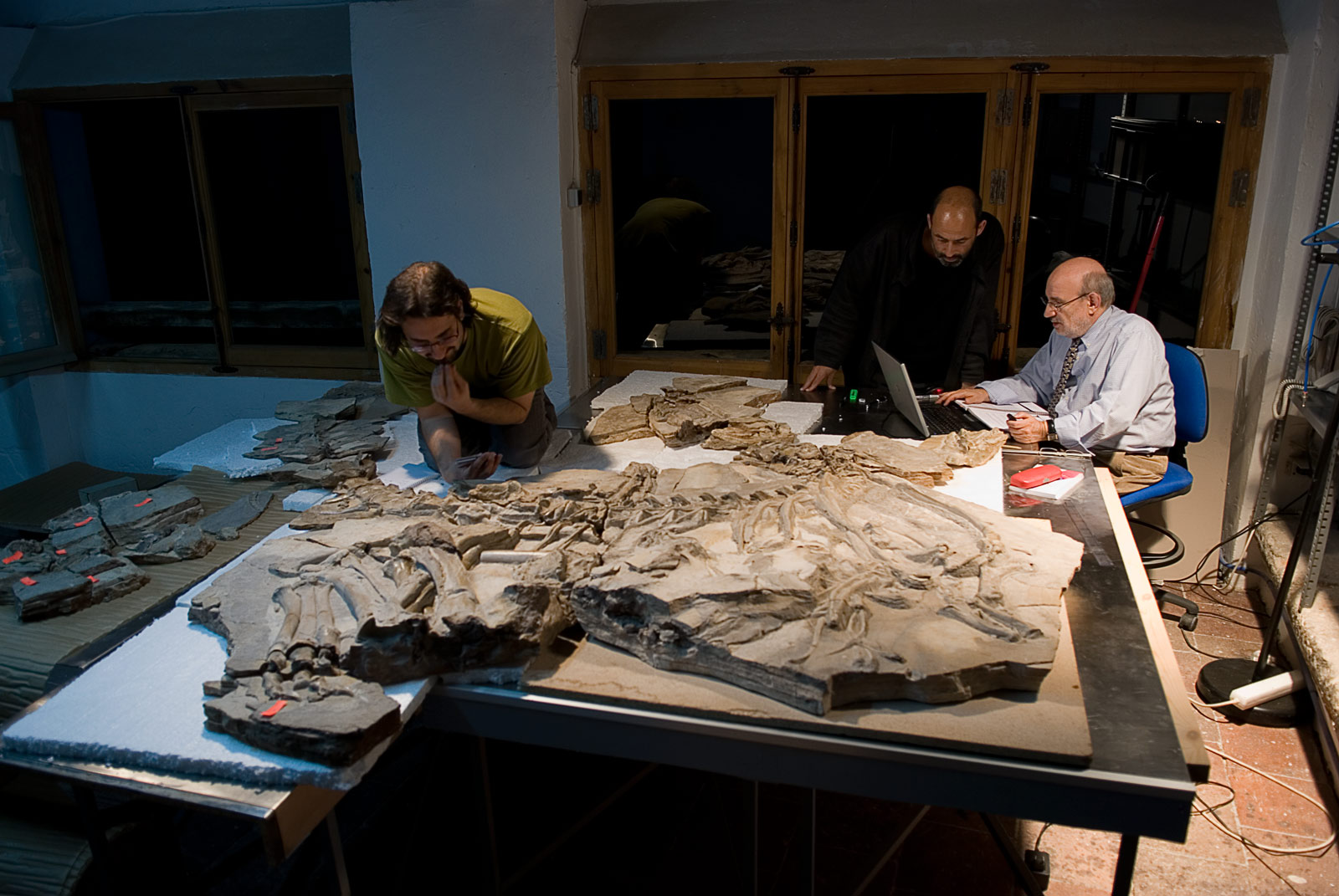
José Luis Sanz (sentado) junto a los restos fósiles de Concavenator corcovatus.

- Sanz, J. L., Buscalioni, A. D., Casanovas, M. L. y Santafé, J. V. (1987). «Dinosaurios del Cretácico Inferior de Galve (Teruel, España)». Estudios geológicos, volumen extraordinario Galve-Tremp: 45-64
- Sanz, J. L., Bonaparte, J. F. y Lacasa, A. (1988). «Unusual Early Cretaceous birds from Spain», Nature, 331: 433–435
- Sanz, J. L. y Bonaparte, J. F. (1992). «A New Order of Birds (Class Aves) from the Lower Cretaceous of Spain». In Jonathan J. Becker (ed.). Papers in avian paleontology honoring Pierce Brodkorb. Natural History Museum of Los Angeles County Contributions in Science, 36: 38-49
- Sanz, J. L. y Buscalioni, A. D. (1992). «A new bird from the Early Cretaceous of Las Hoyas, Spain, and the early radiation of birds». Palaeontology, 35: 829-845
- Pérez-Moreno, B. P.; Sanz, J. L.; Buscalioni, A. D.; Moratalla, J. J.; Ortega, F. y Raskin-Gutman, D. (1994). «A unique multitoothed ornithomimosaur from the Lower Cretaceous of Spain». Nature, 30: 363-367.
- Sanz J. L. y Buscalioni, A. D. (1994). «An isolated bird foot from the Barremian (Lower Cretaceous) of Las Hoyas (Cuenca, Spain)». Géobios, Mémoire Spéciale 16: 213-217
- Sanz, J. L., Moratalla, J., Díaz-Molina, M., López-Martínez, N., Kälin, O. y Vianey-Liaud, M. (1995). «Dinosaur nest at the sea shore». Nature, 376: 731-732
- Sanz, J. L.; Chiappe, L. M.; Pérez-Moreno, B. P.; Buscalioni, A. D.; Moratalla, J. J.; Ortega, F. y Poyato-Ariza, F. J. (1996). «An Early Cretaceous bird from Spain and its implications for the evolution of avian flight». Nature, 382(6590): 442-445. doi 10.1038/382442a0
- Sanz, J. L., Chiappe, L. M., Pérez-Moreno, B. P., Moratalla, J. J., Hernández-Carrasquilla, F., Buscalioni, A. D., Ortega, F., Poyato-Ariza, F. J., Rasskin-Gutman, D. y Martínez-Delclòs, X. (1997) «A nestling bird from the Lower Cretaceous of Spain: implications for avian skull and neck evolution». Science, 276 (junio, 1997): 1543-1546
- Ortega, F.; Escaso, F. y Sanz, J. L. (2010). «A bizarre, humped Carcharodontosauria (Theropoda) from the Lower Cretaceous of Spain». Nature, 467(7312): 203-206. doi 10.1038/nature09181. ISSN 0028-0836.
- Meseguer, J.; Chiappe, L. M.; Sanz, J. L.; Ortega, F.; Sanz-Andrés, A.; Pérez-Grande, I. y Franchini, S. (2012). «Lift devices in the flight of Archaeopteryx». Spanish Journal of Palaeontology, 27(2): 125-130

### Artículos de divulgación
- Sanz, J. L. (1988). «Filogenia de las primeras aves». Investigación y Ciencia, 140: 42-43.
- Sanz, J. L. y Pérez-Moreno, B. P. (1995). «Ornitomimosaurio hallado en Cuenca». Investigación y Ciencia, 221: 31-33.
- Sanz, J. L. y Ortega, F. (1998). «Alas en la Iberia del Mesozoico». National Geographic España, 3(1): 100-105
- Sanz, J. L. y Pérez-Moreno, B. P. (1999). «Las aves de Las Hoyas». Investigación y Ciencia, 271: 52-57.

## Reconocimientos
- En 2014 fue seleccionado por la revista Quo, en colaboración con el Consejo Superior de Investigaciones Científicas y el Consejo Superior de Deportes, para la primera «Selección Española de la Ciencia», compuesta por trece científicos españoles destacados a escala internacional.[6][7]

### Taxones dedicados
- Hoyalacerta sanzi, un lagarto del Barremiense de Las Hoyas, Cuenca.[8]
- Tastavinsaurus sanzi, un dinosaurio del Aptiense de Teruel.[9]
- Triangulochrysopa sanzi, un insecto neuróptero del Barremiense de Las Hoyas, Cuenca.[10]